# Margaret Michaelis
Margaret Michaelis-Sachs (Czechowice-Dziedzice, Àustria -avui Polònia-, 6 d'abril de 1902- Melbourne, Austràlia, 16 d'octubre de 1985), nascuda Margarethe Gross, fou una fotògrafa austríaca formada a Viena i Berlín, que va viure a Barcelona entre els anys 1933 i 1937, fugint de l’ascens al poder del partit nazi alemany. Durant la seva etapa barcelonina va entrar en contacte amb arquitectes i intel·lectuals de gran rellevància i produí una extensa obra fotogràfica que va publicar-se en diverses revistes de l’època. Arran de l'esclat de la Guerra Civil Espanyola va iniciar un periple europeu que la va portar finalment a Austràlia, on va viure fins a la seva mort. Pràcticament oblidada per la historiografia de la fotografia d'avantguarda, la seva obra és sinònim d’esperit de llibertat i modernitat, de denúncia i compromís social i, al mateix temps, de bellesa i sensibilitat.

## Orígens
Margarethe Michaelis va néixer el 6 d’abril de 1902 a Dziedzice (alemany: Dzieditz), una població situada actualment al sud de Polònia, que en aquell moment formava part de l'imperi austrohongarès. Els seus pares, el metge Heinrich Gross i la seva muller, Fanni Robinsohn, d’ideologia liberal i de religió jueva, gaudien d’una posició benestant i van oferir-li totes les facilitats perquè estudiés i desenvolupés la professió que escollís, i aquesta va ser la de fotògrafa.
De molt jove, amb només setze anys, va ingressar a l’institut Graphische Bundes-Lehr-und Versuchsanstalt de Viena, on va estudiar entre 1918 i 1921. Un cop va haver finalitzat els seus estudis va començar a col·laborar amb l'Studio d'Ora, de Dora Kallmus, una fotògrafa molt reconeguda a la Viena de l’època. L'any 1922, després d'aquella primera experiència en un estudi fotogràfic professional, Margaret Michaelis va començar a treballar com a ajudant de Grete Kolliner a l’Atelier Für Porträt Photographie, on va estar cinc anys.

## L'etapa berlinesa
La seva inquietud personal i creativa va fer que l’any 1928 decidís deixar Viena per a viatjar a Berlín, atreta per la fama que tenia aquesta ciutat com a centre artístic d'avantguarda, on s'estaven desenvolupant noves tendències fotogràfiques. Al mateix temps, a Berlín hi havia moltes fotògrafes que dirigien els seus propis estudis i exposaven i publicaven la seva obra, i aquest va ser un factor determinant en la decisió de la jove Margaret d'intentar desenvolupar la seva carrera en un entorn d'efervescència artística i de noves oportunitats per a la dona com era aquell. La primera estada a la capital alemanya va ser curta, després de treballar durant uns mesos al Binder Photographie com a copista i retocadora, el novembre de 1928 Margaret Michaelis va viatjar a Praga per col·laborar amb el Fotostyle Studio, on va estar fins a l’agost de 1929, realitzant fotografies publicitàries i de moda.
Després d'aquesta experiència professional, va tornar a Berlín amb la idea d'establir-s'hi definitivament i treballar-hi com a fotògrafa independent. Amb vint-i-set anys i una sòlida formació, va començar a treballar per a diferents estudis de la ciutat, com l'Atelier K. Schenker, l'Atelier Für Photographische Porträts de Suse Byk i l'estudi Photos Winterfeld.
El context de crisi econòmica mundial de la Gran Depressió no va permetre que pogués assolir l'estabilitat i l'autonomia desitjades, i durant bona part de la seva etapa berlinesa va treballar de manera intermitent. L'any 1931 va obrir el seu propi estudi, anomenat Foto-Gross, però aquesta iniciativa no va prosperar. Tot i aquest entorn poc propici, Margaret Michaelis no va deixar de dedicar-se a la fotografia, experimentant amb tendències contemporànies com la de la Nova Visió, i desenvolupant un gran interès pel gènere del retrat, que l'acompanyaria tota la vida.
L'any 1930 Margaret va conèixer Rudolph Michaelis, un restaurador d'arqueologia que treballava al Departament d’Antiguitats del Pròxim Orient del Museu Estatal de Berlín, amb qui es va casar el 1933. Arran de l'ascens al poder del Partit Nacional Socialista dels Treballadors Alemanys, Rudolph va ser destituït del seu càrrec per la seva ideologia anarcosindicalista i per la negativa a jurar obediència al nou estat. Poc després del seu casament, Rudolph va ser detingut per resistir-se a la confiscació dels seus llibres durant un escorcoll al seu domicili.
Rudolph Michaelis va estar empresonat cinc setmanes i durant aquest temps Margaret va preparar la fugida clandestina de Berlín. La por a la màquina repressiva que començava a desplegar el govern del Tercer Reich envers tots aquells que mostressin una ideologia oposada o una identitat no desitjada va fer que, com tants d'altres, escollissin el camí de l'exili. Quan Rudolph va ser posat en llibertat, el desembre de 1933, la parella va deixar Alemanya i es va establir a Barcelona, atrets per l'efervescència cultural que propicià la Segona República espanyola.

## L'exili a la Barcelona de laSegona República
Margaret Michaelis havia conegut la ciutat l’any 1932 arran d'una visita a uns amics alemanys que hi vivien, en aquest sentit Barcelona no li era del tot desconeguda. Quan la parella va arribar, va ser acollida per la forta comunitat d’exiliats alemanys i companys anarconsindalistes que havien fugit, també, del nazisme. Margaret i Rudolph van entrar a formar part del Deutsche Anarcho-Syndicalisten (DAS), una organització fundada l’any 1934 que agrupava membres actius del Sindicat Lliure de Treballadors d'Alemanya –en alemany, Freie Arbeiter-Union Deutschlands (DAS).
Més enllà de la seva activitat política, estretament lligada al col·lectiu d’alemanys expatriats, ambdós van voler entrar en contacte amb la vida cultural i artística de la ciutat i és així com Rudolf va començar a col·laborar amb el Museu d’Arqueologia de Catalunya i Margaret va conèixer l’arquitecte Josep Lluís Sert i els membres del GATCPAC, el Grup d'Arquitectes i Tècnics Catalans per al Progrés de l'Arquitectura Contemporània, que es convertirien en els seus principals clients.
La parella es va separar poc després d’arribar a Barcelona i tots dos van haver d’enfrontar-se a la realitat de l'exili sense l’ajuda de l’altre. Margaret Michaelis va haver de treballar durament per poder dedicar-se a la fotografia, una professió gens habitual per a una dona a l’Espanya de l’època, i assegurar-se una modesta forma de vida. A principis de l’any 1934, amb la càmera Leica i l'equip fotogràfic que havia portat de Berlín, va muntar el seu primer estudi, conegut com a Foto-Studio, en un bloc de pisos dissenyat per Sert al número 36 del carrer de Rosselló. Al setembre d’aquell mateix any, l'estudi va canviar de nom i d’emplaçament, el nou Foto-elis es va instal·lar al número 218 de l’Avinguda de la República Argentina.

### 1934-1936
Entre 1934 i 1936 Margaret Michaelis va treballar principalment per al GATCPAC, realitzant reportatges arquitectònics i documentals. Les seves fotografies van aparèixer regularment a la revista AC. Documentos de Actividad Contemporánea, òrgan de difusió del grup, dirigida per Josep Torres Clavé.
Del conjunt d’obres que va fer per encàrrec del GATCPAC, destaca el reportatge del Barri Xino que va realitzar per al projecte anomenat Nova Barcelona. Les seves fotografies servirien per a il·lustrar una exposició que es va fer al soterrani de la plaça de Catalunya l’any 1934 sota el mateix títol. En aquestes fotografies, de marcat caràcter social, va retratar la vida al barri: els seus negocis, l'estat en què es trobaven els habitatges i els carrers, el dia a dia dels nens i el treball de les dones. Aquestes imatges també van ser publicades l’any 1937 a l’últim número de la revista AC.
Per encàrrec també del GATCPAC l’any 1935 Margaret Michaelis va viatjar amb Sert i l’artista Joan Miró per Andalusia, capturant una sèrie d’imatges que es publicarien al número 18 d’AC.
Durant aquests primers anys a Barcelona, Margaret Michaelis va treballar també de forma més independent, realitzant reportatges arquitectònics, publicitaris i documentals que es publicarien en destacades revistes del moment, com D'Ací i d'Allà i Crónica. Les seves fotografies apareixien gairebé sempre de forma anònima o bé signades amb el nom del seu estudi. Durant tot aquest temps també es va dedicar a la fotografia d'una manera més personal, retratant els seus amics i cercles més íntims.

### 1936-1937
Amb l'esclat de la Guerra Civil la seva obra va canviar de naturalesa i va adquirir un major compromís social i polític. Molt conscienciada amb la causa republicana, Margaret va començar a treballar per al Comissariat de propaganda de la Generalitat de Catalunya, retratant l’atenció a la infància, l'ensenyament, la sanitat pública i la indústria. Les seves imatges van aparèixer en revistes com Nova ibèria, publicada pel Comissariat, i van servir també per a il·lustrar cartells i pamflets propagandístics. Les seves fotografies es publicarien també a la revista Armas y Letras, òrgan de les Milícies de la Cultura.
A l’octubre de 1936 va unir-se a Emma Goldman, Arthur Lehning i una parella de periodistes estrangers en un viatge per les zones controlades per la CNT a Catalunya, Aragó i València. El motiu del viatge era recolzar i documentar la lluita revolucionària per tal de donar-hi un ressò internacional i també conèixer com s’estaven desenvolupant els processos de col·lectivització agrària a les àrees rurals.

## Austràlia
A finals de l’any 1937, prenent consciència del decurs de la guerra i de la situació crítica en la qual es trobava el país, va decidir deixar Barcelona. Va obtenir un permís per portar tota la seva obra i el seu equip fotogràfic a la ciutat francesa de Marsella i va tornar amb els seus pares a Polònia. Aquell retorn a la casa familiar va ser temporal i el desembre de 1938 Margaret Michaelis va tornar a marxar, aquesta vegada a Londres, amb un visat de treball que li va concedir el consolat britànic a Polònia. Durant aquells mesos a Polònia, no va deixar la seva càmera i va continuar retratant la realitat social que l'envoltava, com en són exemple les imatges que va captar del barri jueu de Cracòvia.
El juliol de 1939 va obtenir un visat per a emigrar a Austràlia i al setembre d’aquell any va viatjar fins a Sydney. Durant els primers mesos va estar treballant en feines de servei domèstic, amb la voluntat de poder reprendre la seva carrera fotogràfica.
L'any 1940, amb la recuperació del material que tenia emmagatzemat a França, va obrir el Photostudio, un dels pocs estudis fotogràfics regentats per una dona a l’Austràlia de l’època. La seva activitat es va centrar bàsicament en el retrat d’estudi, allunyant-se de les temàtiques a les quals s’havia dedicat en el passat. Va treballar fent retrats principalment d’immigrants o exiliats europeus i també de persones vinculades amb el món de l'art i de la dansa, com en són exemple les sèries fotogràfiques dels membres de la companyia de dansa contemporània Bodenwieser Ballet.
Durant els anys de la Segona Guerra Mundial va ser objecte de vigilància per part del govern australià, pels seus orígens i el seu recorregut vital. Margaret Michaelis no va aturar la seva activitat professional, però va mantenir amagades les obres de la seva etapa europea, que no va publicar ni exposar mai.
L’any 1941 va esdevenir membre de la Professional Photographer’s Association de la Nova Gal·les del Sud i d’Austràlia i el 1950 va ser la primera dona que va entrar a formar part de l’Institute of Photographic Illustrators, organització de professionals de la fotografia creat l’any 1947 a Sidney.
A finals dels anys 40 Margaret Michaelis va començar a tenir problemes de vista, fet que va comportar que l’any 1952 hagués de tancar el seu estudi i que s’allunyés definitivament de la pràctica fotogràfica. Durant un parell d’anys va treballar com a secretaria, però finalment va haver de retirar-se. L’any 1960 es va casar amb Albert George Sachs, un comerciant de vidres i instruments òptics que va conèixer a causa de la seva malaltia, i es va traslladar a Melbourne.
Tot i haver-se retirat de tota activitat professional, l’any 1981 la seva obra es va incloure en una exposició itinerant sobre fotògrafes australianes titulada "Australian Women Photographers (1840-1960)", l’únic i últim reconeixement públic a la seva trajectòria. Margaret Michaelis va morir el 16 d’octubre de 1985 a Melbourne, havent donat tot el seu fons fotogràfic i el seu arxiu personal a la National Gallery of Australia (Galeria Nacional d'Austràlia) de Canberra. Una part de la seva obra es conserva també a l'arxiu del Col·legi d'Arquitectes de Catalunya (COAC) i a l'Arxiu Fotogràfic de Barcelona, on les seves fotografies han estat exposades.

## Exposicions
- 1987: National Gallery of Australia, Canberra.
- 1998: IVAM (Institut Valencià d’Art Modern, Centre Julio González), València.[11]
- 1999: CCCB (Centre de Cultura Contemporània de Barcelona), Barcelona.[12]
- 2005: National Gallery of Australia, Canberra.
- 2021ː Arxiu Fotogràfic de Barcelona.[10]